# Katharina Friedl
Katharina Friedl (* 29. Mai 1978 in Schopfheim, Baden-Württemberg) ist eine deutsche Schauspielerin und Sprecherin.

## Leben
Katharina Friedl wurde in Schopfheim geboren und wuchs in Istanbul auf. Nach ihrem Abitur an der Deutschen Schule Istanbul absolvierte sie zunächst eine fremdsprachliche Ausbildung, bevor sie zur Schauspielerin ausgebildet wurde. Ihre Schauspielausbildung absolvierte sie von 2006 bis 2008 am TheaterRaum München.

## Werdegang
Während ihrer Ausbildung spielte sie bereits in diversen Stücken am theater…und so fort in München und wurde 2007 mit dem Lore Bronner Preis, dem Nachwuchsförderpreis des Bezirks Oberbayern, ausgezeichnet. 2008 und 2010 spielte sie an der Teamtheater Tankstelle in München „Ada“ in Spieltrieb, ein Bestseller von Juli Zeh, mit dem sie 2008/09 am DNT Weimar gastierte. Bei den Weilheimer Festspielen verkörperte sie 2008 das „Gretchen“ im Urfaust und stand 2008/09 als „Shirley Valentine“ im gleichnamigen Monologstück u. a. beim theater…und so fort in München auf der Bühne. Es folgten diverse Engagements und Hauptrollen am Teamtheater Tankstelle (als „Eurydike“), bei den der Carl Orff Festspielen in Andechs (u. a. als „Hermia“ in „Ein Sommernachtstraum“ sowie mit dem Münchner Rundfunkorchester als Bernauerin), als „Stella“ an der Bühne Berganger sowie bei den Wasserburger Theatertagen. 2012 spielte sie in „Der letzte der feurigen Liebhaber“ (Neil Simon), wo sie alle drei Frauenrollen übernahm. 2014 verkörperte sie die Hauptrolle in „Fast Perfekt“ am Torturmtheater Sommerhausen bei Würzburg sowie die Rolle der „Alice“ am Toppler Theater in Rothenburg o. d. T. in „Die Wahrheit“, wo sie auch im Sommer 2015 wieder zu sehen war in der Rolle der „Hannah“ in „Wir lieben und wissen nichts“ von Moritz Rinke. 2016 und 2018 verkörperte sie die Rolle der Hannah zudem an der Seite von Helmut Zierl auf der Tournee der Konzertdirektion Landgraf.
Seit 2012 steht sie zudem auch vor der Kamera, für TV- sowie Kinoproduktionen. Sie spielte u. a. in Bully Herbigs Kinofilmen BUDDY sowie Der Boandlkramer und die ewige Liebe sowie in diversen Vorabendserien der ARD wie München 7 und Hubert und Staller und zuletzt in Der Kommissar und der See (ZDF).
Im August 2015 übernahm sie außerdem eine Rolle an der Seite von Oliver Wnuk in dem SWR-Hörspiel „Bierleichen“ nach dem gleichnamigen Kriminalroman von Roland Weis und seit 2017 steht sie durchgängig als Synchron- und Voice Over-Sprecherin vor dem Mikrofon.
Katharina Friedl lebt in München.

## Preise / Auszeichnungen
2007 Lore-Bronner-Preis, Nachwuchsförderpreis des Bezirks Oberbayern

## Filmografie (Auswahl)
- 2013: Buddy
- 2016: Hubert und Staller (Fernsehserie, Folge: Waschen, schneiden, umlegen)
- 2018: Der Pass (Fernsehserie)
- 2021: Der Boandlkramer und die ewige Liebe
- 2022: In falschen Händen (Fernsehfilm)
- 2022: Kohlrabenschwarz (Serie)
- 2022: Frühling - Flüsternde Geister (Fernsehreihe)
- 2023: Der Kommissar und der See – Narrenfreiheit (Fernsehreihe)

## Theater (Auswahl)

### Theater Viel Lärm um NIchts München
- 2017: Ben Hur (als Ben Hur, Schafhirte, Waise u. v. a.). Von Rob Ballard. Inszenierung: Philipp Weiche

### Blutenburg Theater München
- 2018: Und dann gab es keines mehr (als Mrs. Rogers). Von Agatha Christie. Inszenierung: Hardy Hoosman
- 2019: Ein Mord wird angekündigt (als Philippa Haymes). Von Agatha Christie. Inszenierung: Uwe Kosubek
- 2024: Warte, bis es dunkel ist (als Suzy Hendrix). Von Frederik Knott. Inszenierung: Uwe Kosubek

## Synchronrollen (Auswahl)
- 2019: Auf der Couch in Tunis für Rim Hamrouni als Meriem